# Vannes
Vannes je město na severozápadě Francie v departmentu Morbihan v regionu Bretaň. Má zhruba 53 000 obyvatel.
Zemřel zde svatý Vincenc Ferrerský.

## Osobnosti města
- František I. (1414–1450), bretonský vévoda
- Louis-François Duplessis de Mornay (1663–1741), kapucín a třetí biskup v Québecu v Nové Francii
- Joseph Abeille (1673–1756), architekt
- Paul César Helleu (1859–1927), malíř a ilustrátor
- Alain Resnais (1922–2014), filmový režisér
- Yves Coppens (* 1934), paleontolog a paleoantropolog
- Serge Latouche (* 1940), ekonom a filozof
- Claude-Michel Schönberg (* 1944), hudební skladatel
- Mathieu Berson (* 1980), fotbalista [1]
- Benoît Vaugrenard (* 1982), cyklista

## Partnerská města
- Cuxhaven, Německo, 1963
- Fareham, Spojené království, 1967
- Mons, Belgie, 1952